# Ravine Blanche (Dominica)
Die Ravine Blanche ist ein kurzer Fluss an der Südküste von Dominica im Parish Saint Mark.

## Geographie
Die Ravine Blanche entspringt am westlichen Gipfel des Morne Crabier, eines Vulkankegels im größeren Krater von Soufrière, gleich neben der Quelle der Ravine Crabier. Sie entsteht aus zahlreichen kleinsten Bächen, fließt nach Süden und mündet nach nur 800 Metern an der Südspitze von Dominica in der Soufrière Bay in das Karibische Meer.